# Holoplatys mascordi
Holoplatys mascordi is een spinnensoort uit de familie springspinnen (Salticidae). De soort komt voor in New South Wales en Zuid-Australië.